# Mazyr
Mazyr (en bielorruso: Мазыр, "Mazýr"; en  ruso: Мóзырь, "Mózyr") es una ciudad subdistrital de Bielorrusia, capital del distrito homónimo en la provincia de Gómel.
La ciudad se sitúa en una colina de la Cadena Montañosa de Mazyr. Se encuentra a 133 km al este de Gómel y a 220 km al suroeste de Minsk. En Mazyr se encuentra el puerto de Pjov en el río Prípiat, el más importante de Bielorrusia. En cuanto a superficie, la ciudad ocupa una extensión de 3674 hectáreas. El censo de 2010 reportó una población de 108.000 habitantes. La arquitectura de la ciudad está condicionada por el río Prípiat y la gran cantidad de barrancos que hay en la zona. A lo largo del río podemos encontrar la Plaza de Lenin, que hace las veces de centro cultural, político e histórico de la ciudad, y la calle Soviétskaya.

## Nombre
Frecuentemente se dice que el nombre proviene del etónimo мазуры (mazury), pero el nombre surgió mucho antes que el etónimo. En realidad, proviene del término fino-ugro "Mosar" (pantano, ciénaga).

## Historia

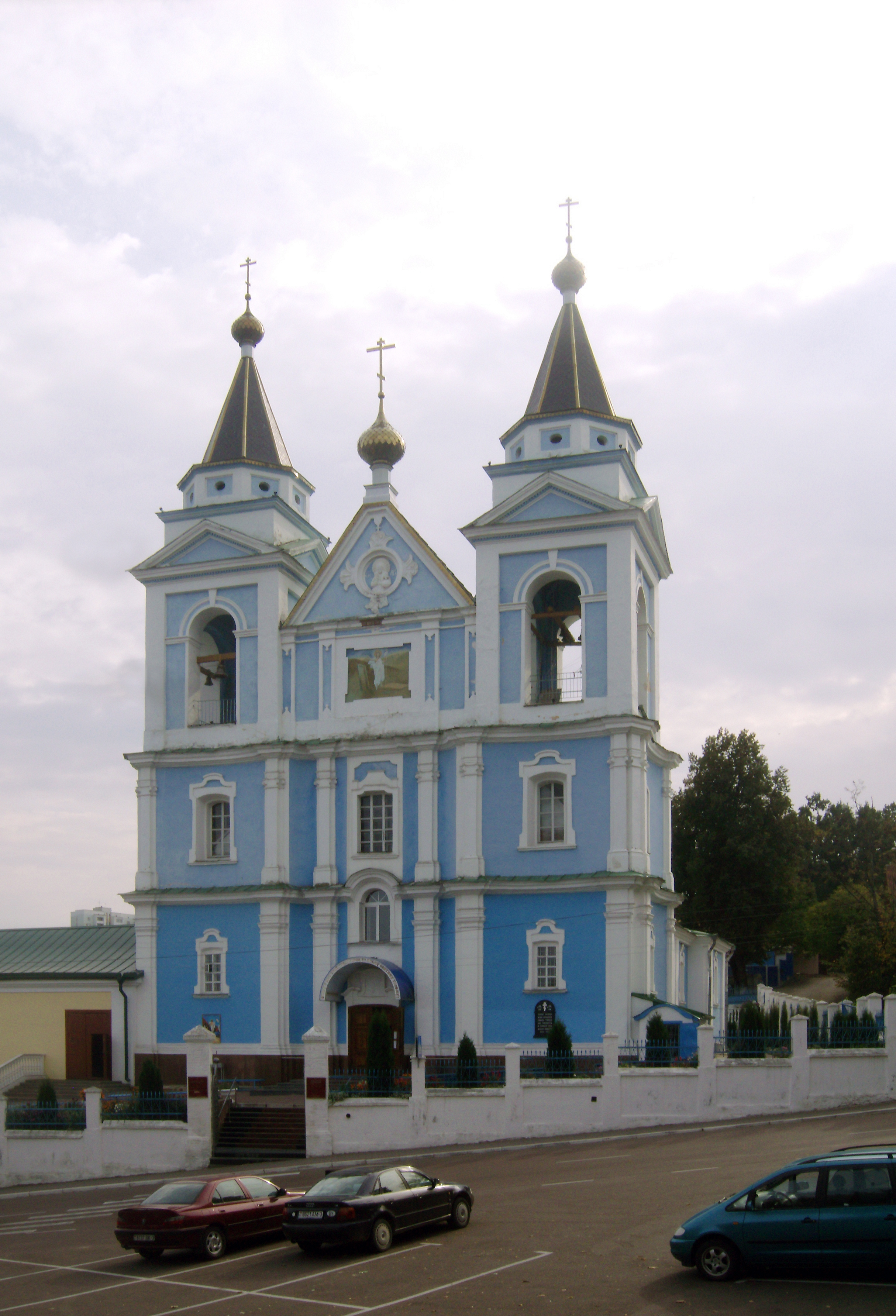
La Catedral del Santo Arcángel Miguel.

Mazyr es una de las ciudades más antiguas de Bielorrusia. Aunque el primer asentamiento en la zona data del siglo VIII, aparece por primera vez en fuentes escritas en 1155, cuando el kniaz Yuri Dolgoruki de Kiev la entrega al kniaz Sviatoslav Ólgovich. Mientras tanto, la ciudad sufría frecuentemente asaltos de los tártaros de Crimea. Desde mediados del siglo XIV, la ciudad pasa a formar parte del Gran Ducado de Lituania, y desde 1569, de la República de las Dos Naciones. El 28 de enero de 1577, Mazyr obtiene el Derecho de Magdeburgo, además de su escudo actual. Los escritos gracias los cuales le fueron concedidos a la ciudad distintos privilegios se encuentran en el Archivo Histórico Nacional de Bielorrusia. 
A comienzos del siglo XVI, la ciudad se componía de tres partes: la central, que contaba con una cárcel; los suburbios, que se encontraban fuera de los muros que protegían la ciudad; y el mercado. A principios del siglo siguiente, parte de la ciudad y su fortaleza se quemaron. Sin embargo, entre 1609 y 1617 se tomaron medidas a raíz de este acontecimiento, que permitieron a los habitantes reconstruir la fortaleza y las plazas. En 1615 hubo un levantamiento en contra del sistema feudal. Tras el segundo reparto de la República de las Dos Naciones en 1793, Mazyr quedó en el lado del Imperio Ruso.

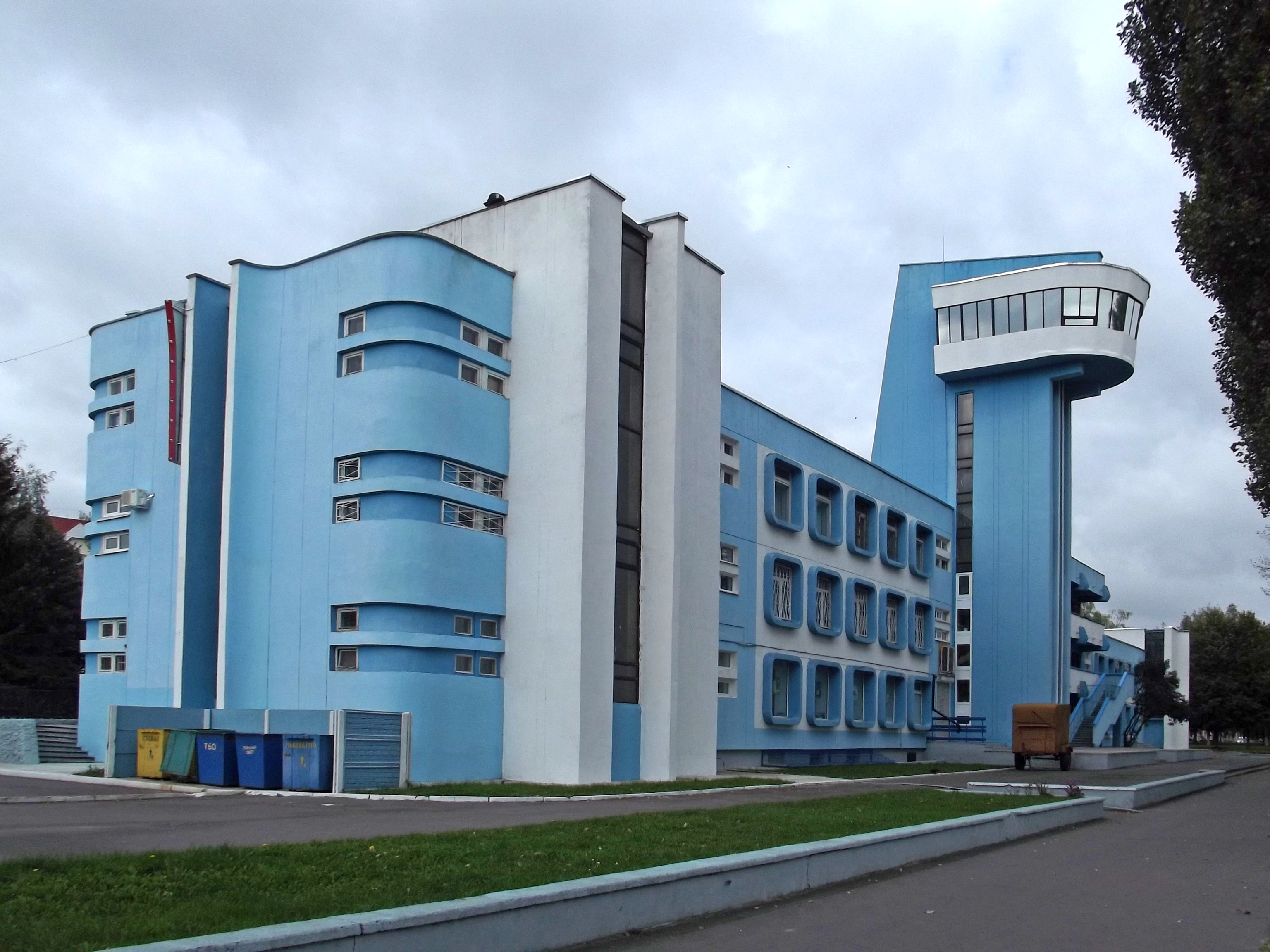
La sede de la compañía fluvial.

 En 1916, estableció en Mazyr la sede de la Flota Fluvial con el fin de controlar el río Prípiat e impedir el paso de soldados alemanes hacia territorio ruso. En diciembre del año siguiente se establecen las autoridades soviéticas, hasta que en febrero de 1918 la ciudad es tomada por soldados alemanes. La toma duró hasta diciembre de ese mismo año. Tras su liberación, Mazyr se integró en la República Popular de Ucrania. El 5 de marzo de 1920, la ciudad fue nuevamente ocupada, esta vez por soldados polacos. Esta vez la ocupación apenas duró 4 meses, hasta el 29 de junio. En 1924 Mazyr se convierte en la capital del raión homónimo. Durante los años siguientes la ciudad adquirió importancia, llegando a ser centro del Ókrug de Mazyr entre 1926 y 1930, y entre 1935 y 1938; y centro del Óblast de Polesia entre 1938 hasta 1954, cuando se integra dentro del Óblast de Gómel.

### Segunda Guerra Mundial

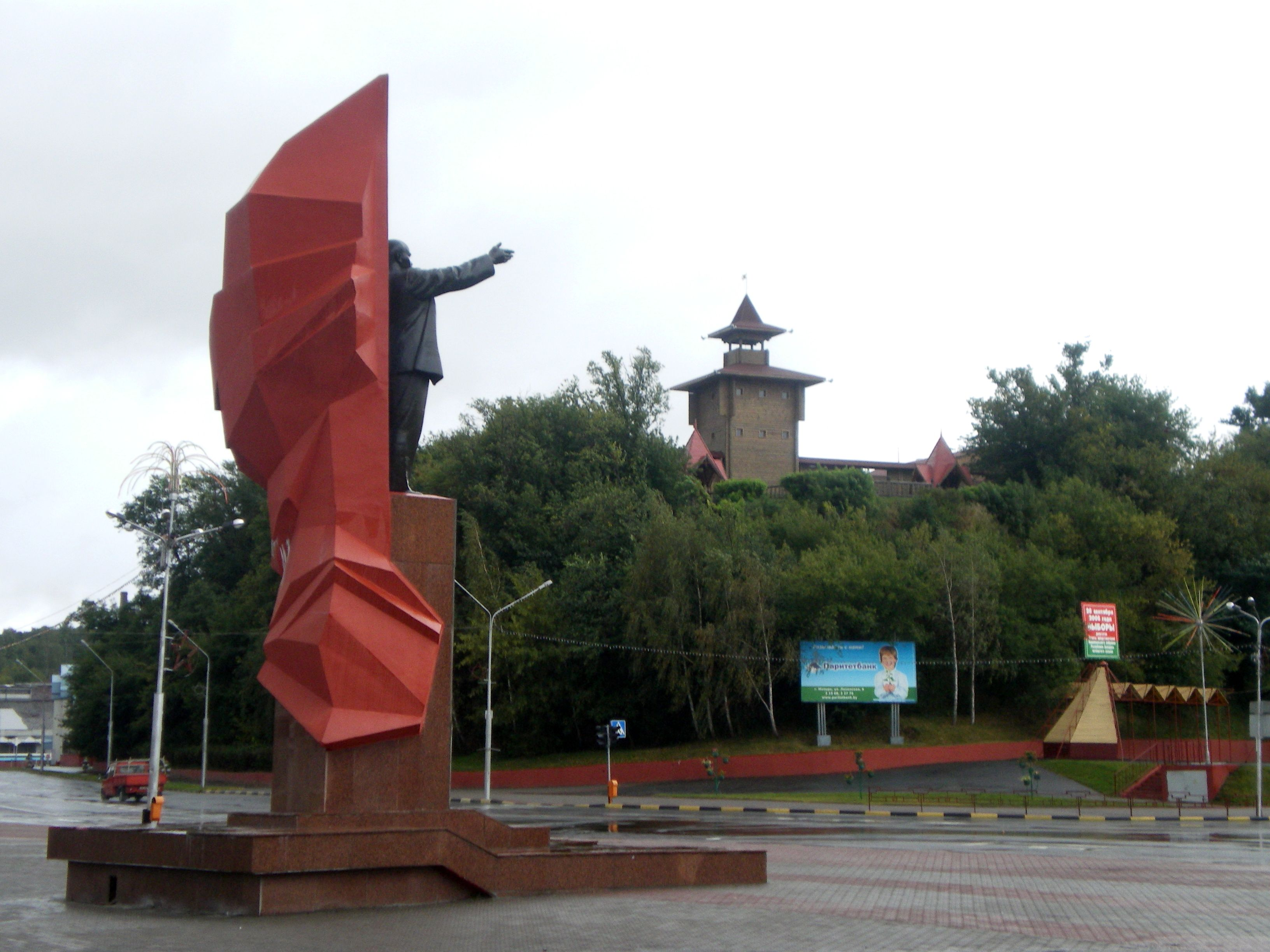
Monumento a Lenin.

Durante la Segunda Guerra Mundial, Mazyr fue tomada por los nazis desde el 22 de agosto de 1941 hasta el 14 de enero de 1944, cuando fue liberada por 61 soldados del Frente Bielorruso bajo las órdenes del comandante Konstantín Rokossovski, en el marco de la Operación Kalinkovich-Mazyr. También participa en la liberación de la ciudad la Guerrilla de Mazyr, comandada por Aleksandr Lukich Zhilskiy. Por orden del Comando Supremo, se le otorgó la denominación honorífica de "ciudadanos de Mazyr" a los siguientes combatientes:
- Divisiones de fusileros 55 y 415
- Divisiones de la guardia de caballería 3, 4, 14, 15 y 17
- Regimiento de artillería autopropulsada 1816
- División de penetración 6
- Regimiento antitanques 145
- Regimientos de mortero 6 y 7
- División de reconocimiento 810
- Batallón de lanzallamas 20
- Batallón de ingenieros 344
- División aérea de destrucción 234
- Regimiento aéreo de destrucción 519
- Regimiento aéreo de asalto 79

Al llegar los nazis a Mazyr, había 6.703 judíos en la ciudad, el 36,09% de la población total. La gran mayoría fueron agrupados en el Gueto de Mazyr. Entre septiembre de 1941 y comienzos de 1942, 4.500 de ellos fueron asesinados. El 6 y 7 de enero de 1942, los 1.500 habitantes del gueto que aún no habían sucumbido a los efectos del hambre y las enfermedad fueron ejecutados en la aldea cercana de Bobry. Además, un millar de personas fueron enviadas a Alemania para trabajar.

## Clima
| Parámetros climáticos promedio de Mazyr     | Parámetros climáticos promedio de Mazyr | Parámetros climáticos promedio de Mazyr | Parámetros climáticos promedio de Mazyr | Parámetros climáticos promedio de Mazyr | Parámetros climáticos promedio de Mazyr | Parámetros climáticos promedio de Mazyr | Parámetros climáticos promedio de Mazyr | Parámetros climáticos promedio de Mazyr | Parámetros climáticos promedio de Mazyr | Parámetros climáticos promedio de Mazyr | Parámetros climáticos promedio de Mazyr | Parámetros climáticos promedio de Mazyr | Parámetros climáticos promedio de Mazyr |
| Mes                                         | Ene.                                    | Feb.                                    | Mar.                                    | Abr.                                    | May.                                    | Jun.                                    | Jul.                                    | Ago.                                    | Sep.                                    | Oct.                                    | Nov.                                    | Dic.                                    | Anual                                   |
| ------------------------------------------- | --------------------------------------- | --------------------------------------- | --------------------------------------- | --------------------------------------- | --------------------------------------- | --------------------------------------- | --------------------------------------- | --------------------------------------- | --------------------------------------- | --------------------------------------- | --------------------------------------- | --------------------------------------- | --------------------------------------- |
| Temp. máx. media (°C)                       | -0.5                                    | -0.3                                    | 5.4                                     | 13.6                                    | 20                                      | 22.9                                    | 25                                      | 24.1                                    | 17.6                                    | 11.4                                    | 3.5                                     | -0.7                                    | 11.8                                    |
| Temp. media (°C)                            | -3.2                                    | -2.8                                    | 1.3                                     | 8.5                                     | 14                                      | 17.3                                    | 19.4                                    | 18.3                                    | 12.8                                    | 7.2                                     | 0.9                                     | -3.2                                    | 7.5                                     |
| Temp. mín. media (°C)                       | -5.9                                    | -5.3                                    | -2.8                                    | 3.4                                     | 8                                       | 11.8                                    | 13.8                                    | 12.6                                    | 8                                       | 3                                       | -1.7                                    | -5.7                                    | 3.3                                     |
| Lluvias (mm)                                | 38                                      | 36                                      | 41                                      | 42                                      | 57                                      | 66                                      | 94                                      | 64                                      | 62                                      | 52                                      | 42                                      | 35                                      | 629                                     |
| Fuente: Pogoda i klimat 20 de marzo de 2014 |                                         |                                         |                                         |                                         |                                         |                                         |                                         |                                         |                                         |                                         |                                         |                                         |                                         |

## Industria

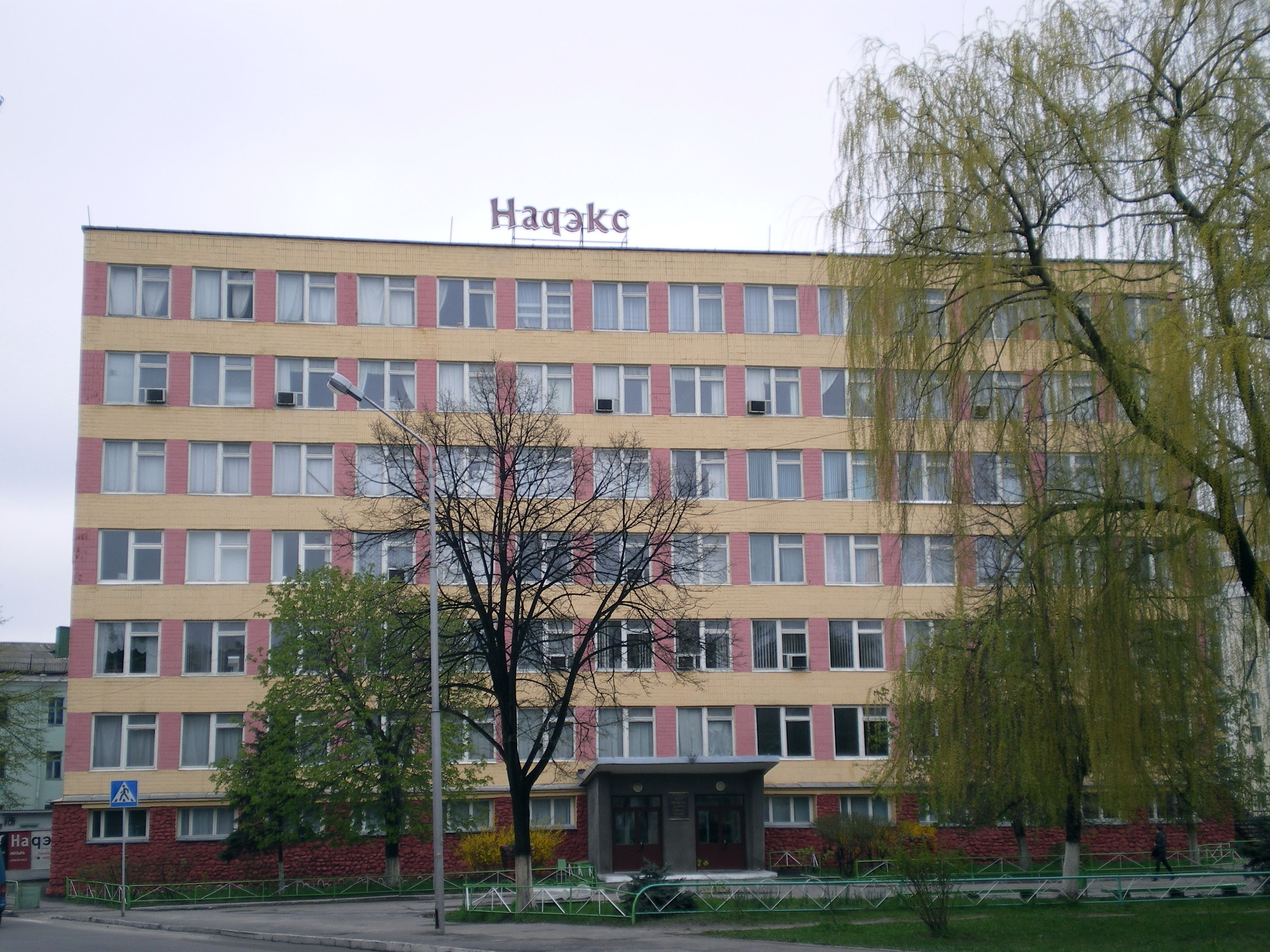
La fábrica Nadeks.

Actualmente, en Mazyr funciona una gran refinería de petróleo que se encarga de refinar petróleo venezolano. Ésta puede procesar entre 7.000 y 8.000 toneladas de petróleo diariamente. Posee además una importante industria, destacando la química y la petroquímica. Cabe mencionar también su industria de construcción de maquinaria, maderera, y alimenticia. Precisamente son éstas las que atraen a la inversión extranjera en Mazyr. La refinería de petróleo de Mazyr (en ruso: Мозырский нефтеперерабатывающий завод) produce gasolina para coches, combustible diésel, gasóleo, betún, parafina, azufre y ácido sulfúrico. 
Bajo la ciudad hay unas reservas de más de 22.000 millones de toneladas de sal de mina. En el yacimiento se ubica la fábrica "Mozyrsol" (en ruso: "Мозырьсоль"), la cual produce sal polesia (sin aditivos, yodada, fluorada y profiláctica). También se produce en la ciudad gran cantidad de muebles, muy conocidos en todo el país, de cuya producción se encarga la asociación de la industria maderera "Mozyrdrev" (en ruso: Мозырьдрев). Para su manufacturación se utilizan láseres, lo que permite aumentar la calidad de los muebles y hacerlos más atractivos. En 1944 se fundó un taller de confección que más pasó a ser una fábrica, conocida hoy en día como "Nadeks" (en ruso: Надэкс), en la que se emplean técnicas de confección modernas. Nadeks ha trabajado para empresas alemanas, inglesas y norteamericanas, así como para "Slavyanka", produciendo ropa infantil, bufandas, gorros y más hasta 2011, a raíz de la quiebra de esta empresa. 

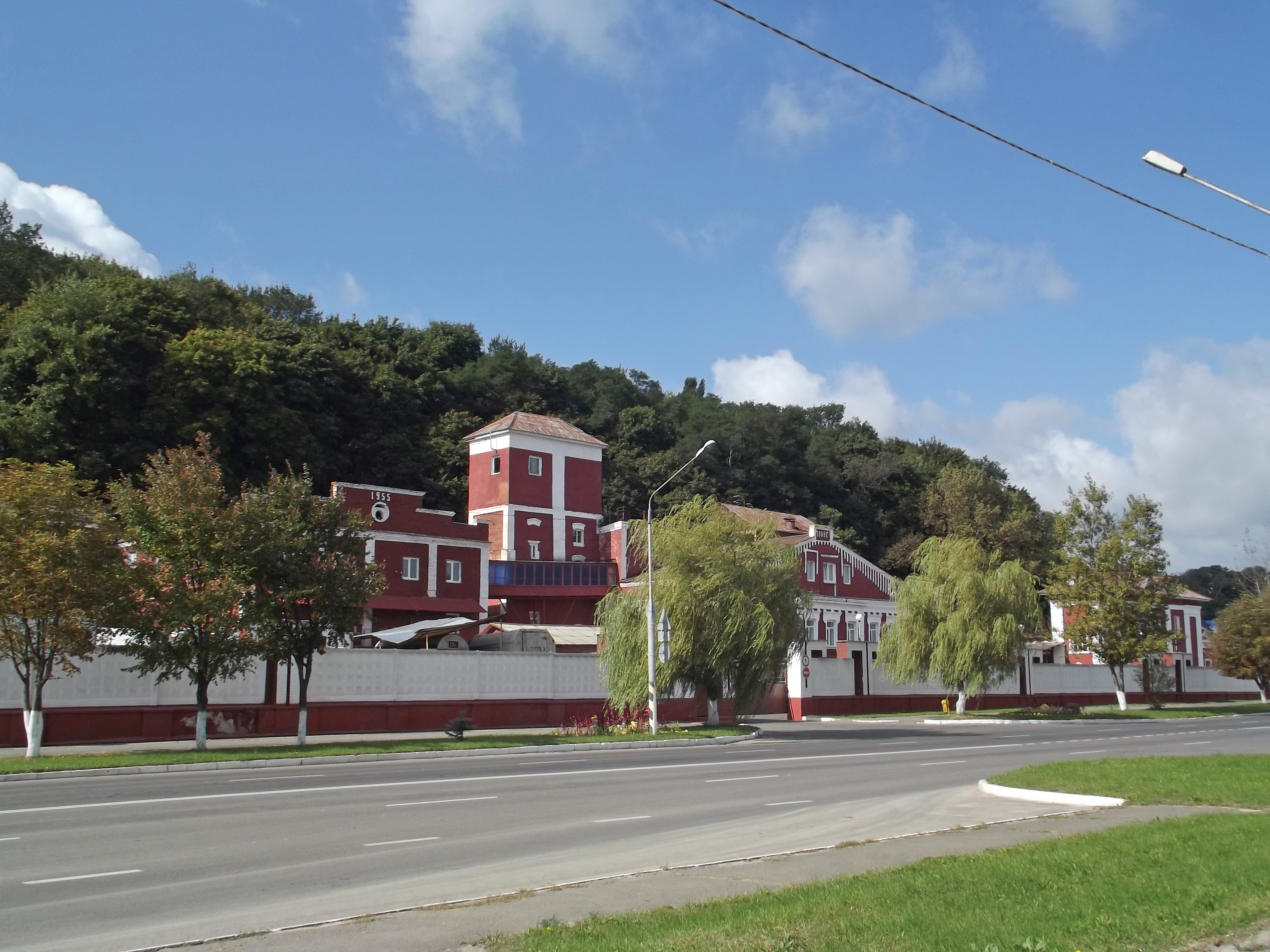
La fábrica de cerveza de Mózyr.

 La fábrica de cerveza produce también su propia agua mineral. El oleoducto "Druzhba" pasa no muy lejos de Mazyr. En total, en el año 2009, la actividad industrial en Mazyr, contando productos y servicios, generó 5 trillones de rublos brutos, así como productos para el consumo por valor de 381.100 millones de rublos.

## Comercio
En Mazyr trabajan las cadenas nacionales de supermercados "Evroopt" y "Rodnaya storoná", pero también hay cadenas regionales, como "Polesye", "Ekonom" y "Korzinka".

## Transporte
Además de autobuses, en Mazyr hay un servicio de tranvías de más de 20 km. El viaje en autobús cuesta 2700 rublos bielorrusos, y el tranvía puede costar hasta 9300 rublos bielorrusos. Aunque no se ha desarrollado el transporte fluvial, la ciudad cuenta con el mayor puerto de Bielorrusia, el puerto de Pjov; y un aeropuerto, que durante los años ochenta operaba multitud de vuelos nacionales e internacionales. Actualmente, el edificio es usado por una división del Ministerio de Situaciones Excepcionales de Bielorrusia.
Hay cuatro hoteles en la ciudad, "Prípyat" (en ruso: Припять), "Ellada" (Эллада), "Dinamo" (Динамо) y "Evro" (Евро).

## Educación

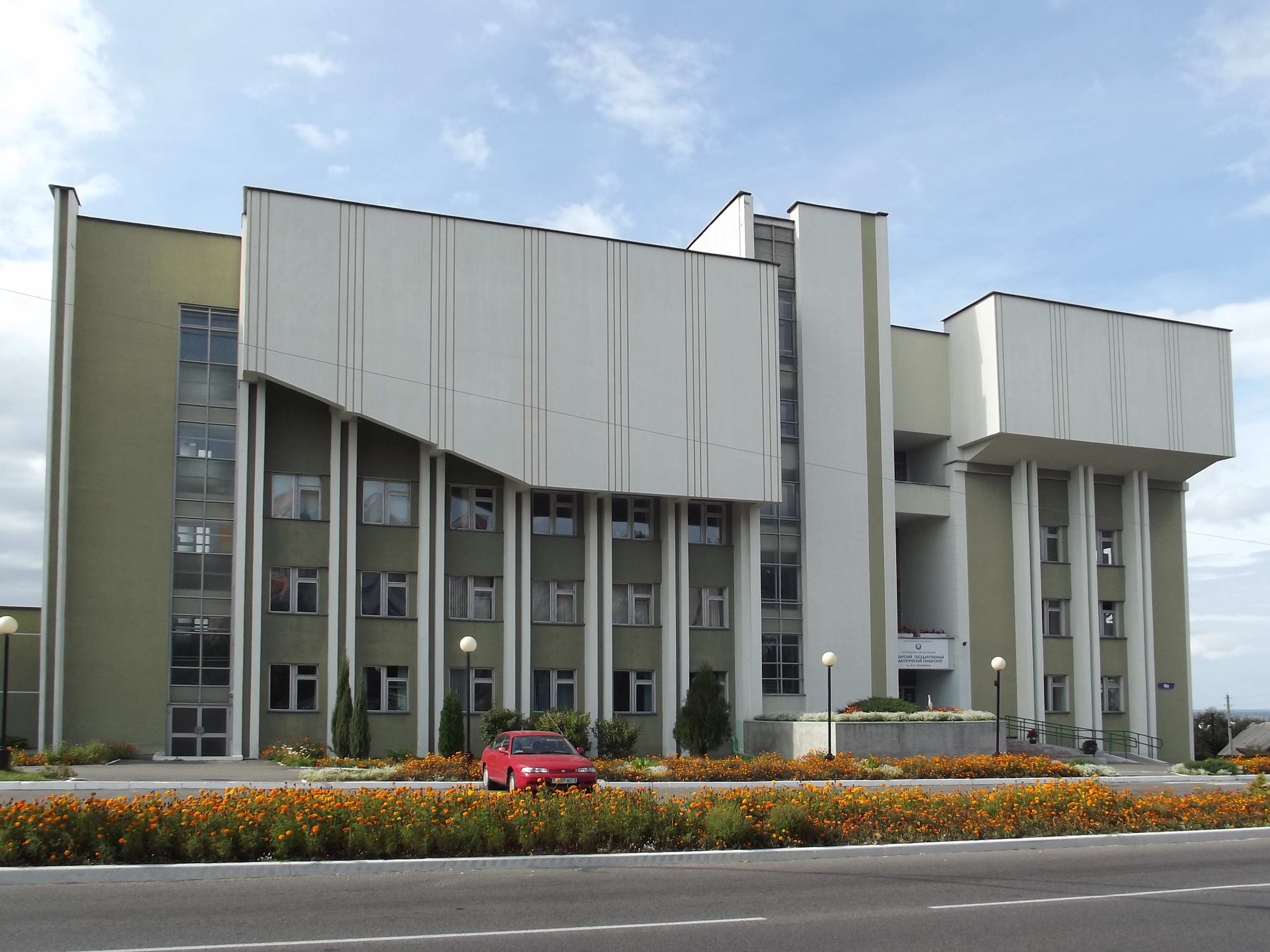
La Universidad Estatal de Pedagogía I. P. Shamyakin.

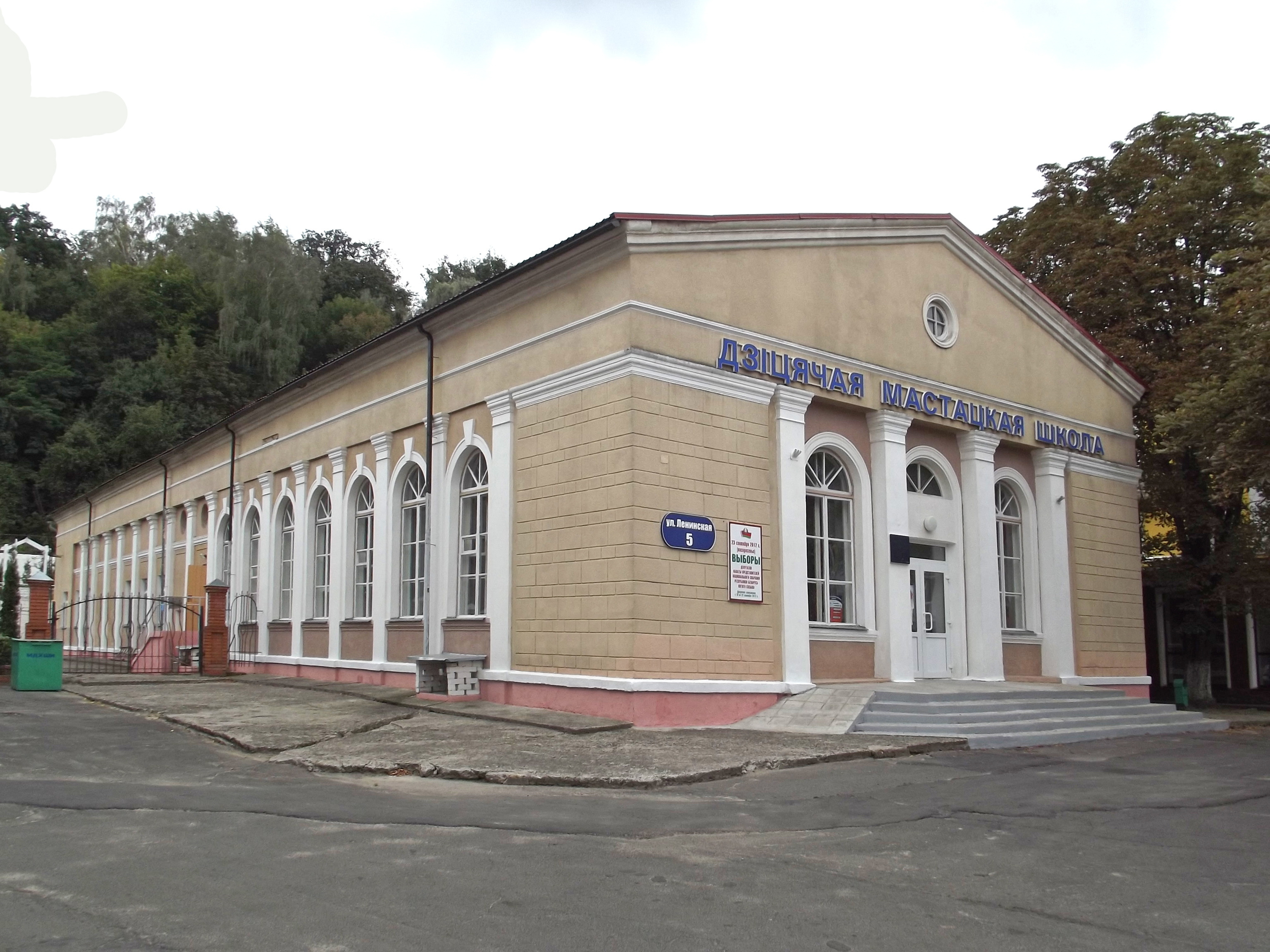
La Escuela de Arte de Mazyr.

En Mazyr funcionan las siguientes instituciones educativas:
- Universidad Estatal Pedagógica de Mazyr I. P. Shamyakin
- Universidad Estatal Politécnica de Mazyr, con facultades de medicina y música
- 35 jardines de infancia, uno de ellos en construcción
- Dos conservatorios
- Una escuela de arte
- Un filial de la Escuela Estatal de Gómel de Atletas Olímpicos
- Dos Escuelas de Estudios Técnicos de Geología (№ 68 y 84)
- Institución para la Educación de Constructores
- Institución para la Educación de Políticos Regionales
- 16 escuelas de enseñanza general

## Cultura

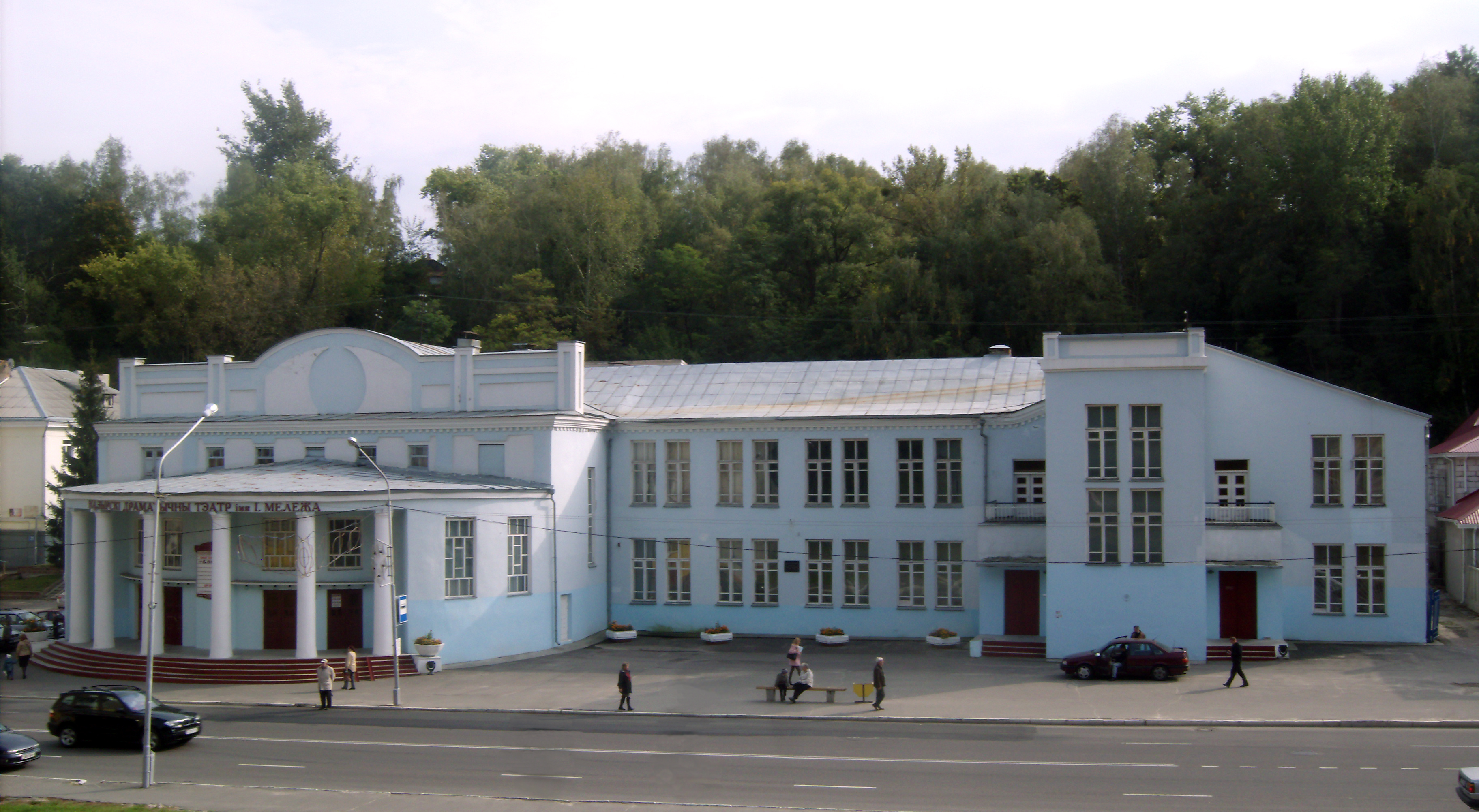
El Teatro Iván Melezh.

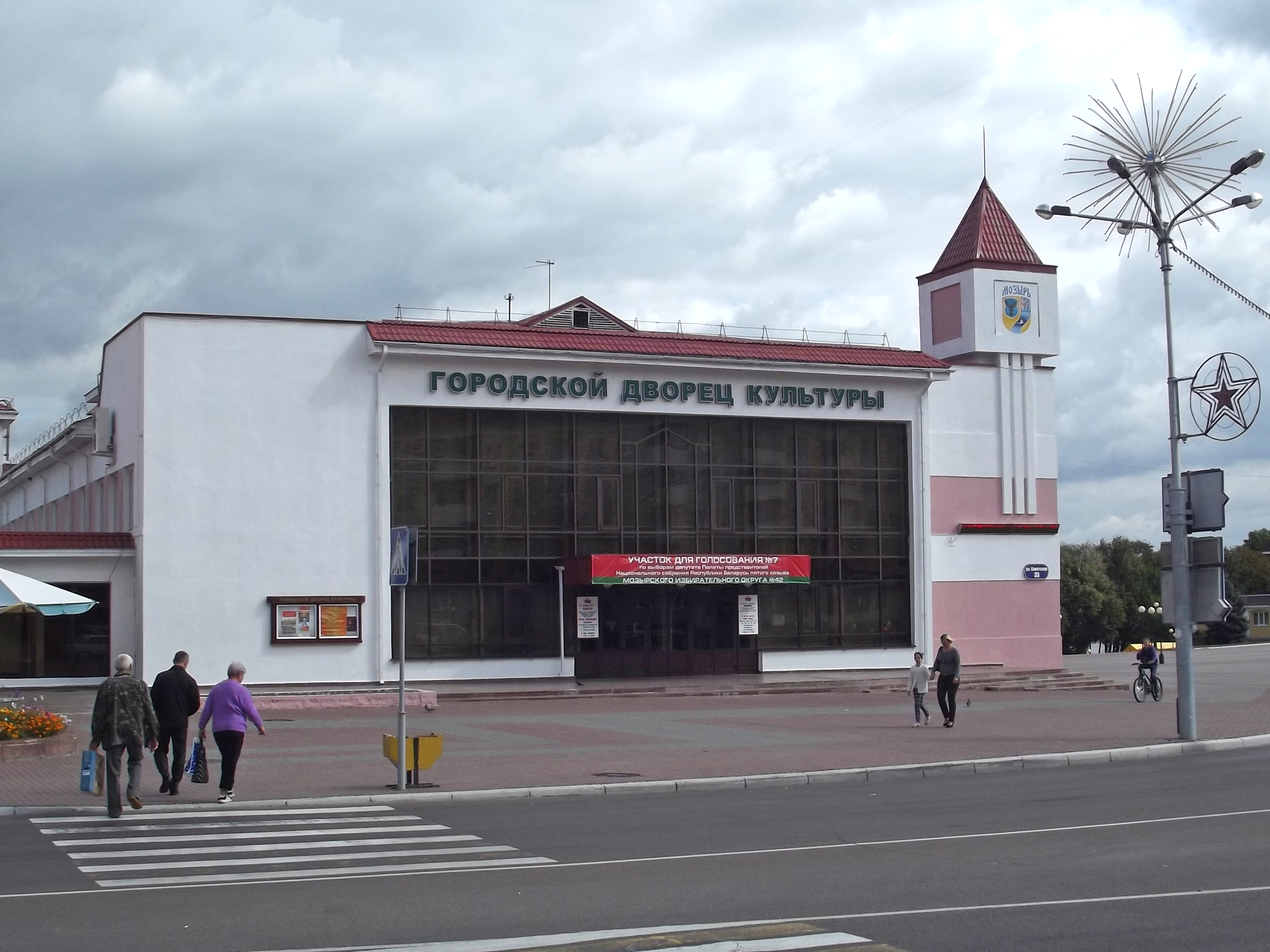
Uno de los palacetes de la cultura de Mazyr.

En Mazyr hay seis Palacetes de la Cultura, dos museos, un cine y el teatro Iván Melezh (en ruso: Мозырский драматический театр им. Ивана Мележа, "Mozýrskiy dramatícheskiy teatr im. Ivana Melezha"), en el cual se están llevando a cabo tareas de reconstrucción tras un incendio el 16 de febrero de 2013. La ciudad tiene además con una red de bibliotecas, siendo sede la Biblioteca A. S. Pushkin. Esta red cuenta con doce bibliotecas en Mazyr: siete para adultos y cinco para niños; y 32 en las poblaciones cercanas. 

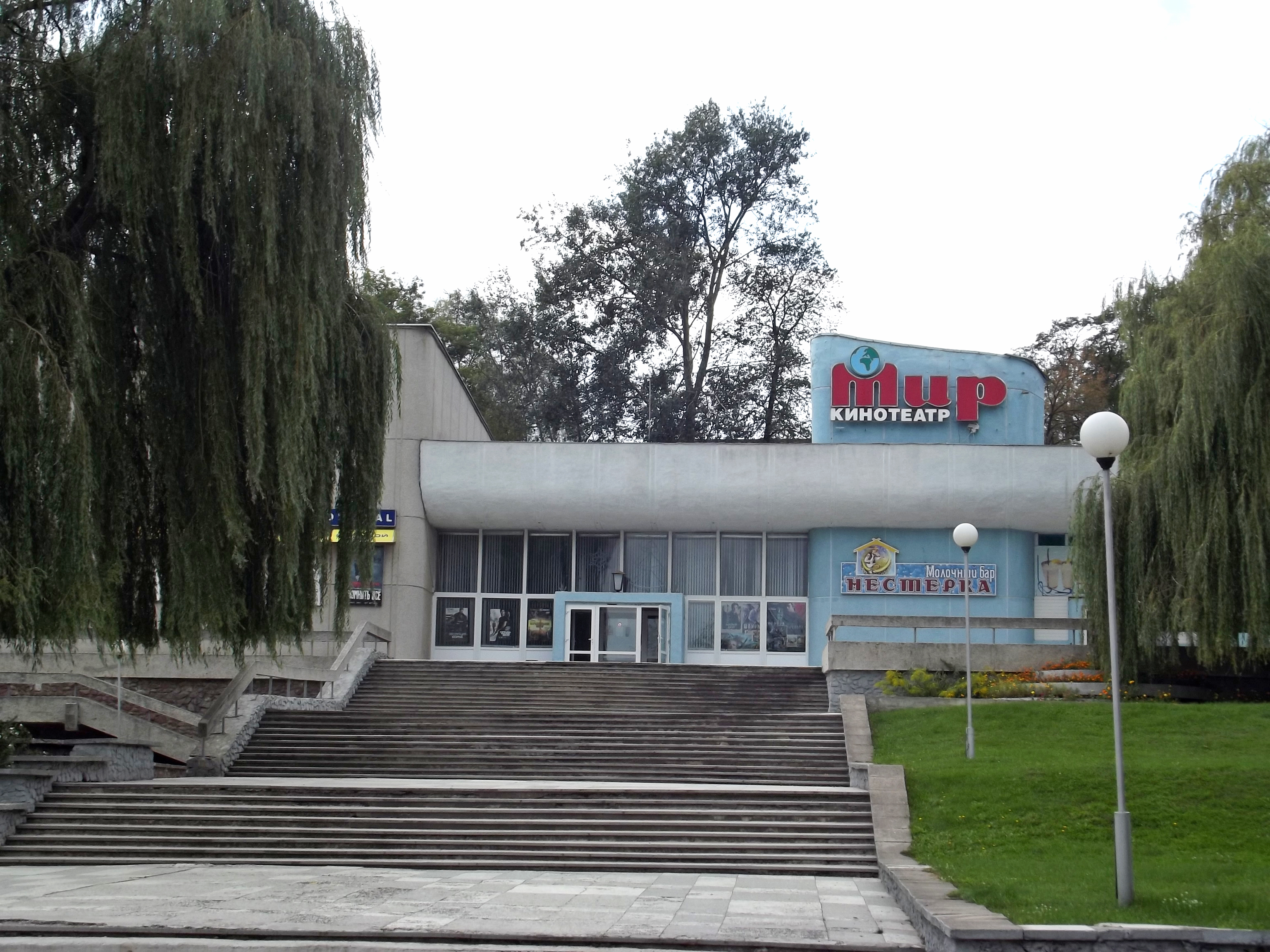
El cine "Mir".

 Posee además un canal de televisión local y se editan aquí los periódicos "La vida de Polesia" (en bielorruso: Жыццё Палесся) y "Polesia vista con tus propios ojos" (en ruso: Полесье своими глазами).

### Festivales
- "La tierra bajo alas blancas" (en ruso: Земля под белыми крыльями, "zemlya pod bélymi krýlyami"). La séptima edición tuvo lugar del 22 al 26 de abril de 2013.

## Deporte
Mazyr cuenta con una piscina municipal, tres estadios, una estación de esquí y una escuela de atletas olímpicos. El club de fútbol local se llama Slavia-Mózyr (en ruso: Славия-Мозырь). Se ha proyectado la construcción de un parque acuático y un centro deportivo para el equipo de voleibol Zhemchuzhin Polesya (en ruso: Жемчужина Полесья).

## Lugares de interés
- Mausoleo "Colina de la gloria", abierto en 1967. Se compone de una estela de 45 metros, un cubo sobre un pedestal de granito con un obús de 1938, en memoria de los caídos durante la liberación de la ciudad en 1944.
- Monumento a Vera Zajarova.
- Iglesia de San Miguel, construida en 1645. Inicialmente fue un monasterio.
- Iglesia del Santo Arcángel Miguel, construida en 1743.
- Iglesia de los Apóstoles, abierta el 23 de agosto de 1997, se encuentra en la calle Ulyanovskaya.
- Iglesia de San Nicolás.
- Iglesia de San Jorge, la cual que incendida en 2006 por unos vándalos. Actualmente hay un templo construido con piedras.
- Señal en recuerdo de los muertos por el accidente de Chernóbil. Está situado frente al Comité Ejecutivo del Soviet Urbano.

## Personajes ilustres
- Gesya Gelfman (1855 - 1882), revolucionaria rusa.
- Dana Aleksandrovna Vorisova, presentadora de la televisión rusa.
- Grigoriy Demyánovich Boyarskiy (1912 - 1990), jefe de la base de submarinos de Vladivostok entre 1957 y 1972. Luchó en la Segunda Guerra Mundial.
- Izraíl, Tsuriélevich Pikman (1918 - 1995), fotógrafo y director de cine soviético.
- Edmund Rudólfovich Reitlinger (1830 - 1930), director del Liceo Masculino de Taganrog entre 1873 y 1884 e inspector en la Universidad de Kiev .
- Ksenia Mijailovna Sitnik, ganadora del Festival Infantil de Eurovisión en 2005.
- Andrey Aleksándrovich Kunets, segundo clasificado del Festival Infantil de Eurovisión en 2006.